# Залихе
Залихе су средства која се држе ради продаје у редовном пословању, у процесу производње након којега се продају или у облику основног и помоћног материјала који се троши у производном процесу или приликом пружања услуга.

## Подела залиха
У рачуноводству се деле на:
- залихе материјала у складишту,
- залихе недовршене производње и полупроизводи,
- залихе готових производа,
- залихе робе,
- стална средства и средства обустављеног пословања и
- дати аванси

### Залихе материјала
Материјал у складишту подразумева залихе сировина, основног и помоћног материјала, осталог материјала, горива и мазива, алата и инвентара који се отписује у целини (као што су ауто-гуме и амбалажа).
У предузећима која се одлуче да у финансијском књиговодству обухватају стање, набавку и трошење материјала, на посебним аналитичким рачунима у оквиру овог рачуна воде се одступања од планских набавних цена, исправка вредности и ревалоризација залиха.

### Залихе недовршене производње и полупроизводи
Недовршена производња обухвата почетно стање, смањење или повећање вриједности залиха недовршене производње, полупроизвода и делова, као и незавршених услуга по цени коштања, односно по нето продајној цени (фер вриједности) у зависности од тога која је нижа.

### Залихе готових производа
Готови производи обухватају почетно стање, смањење или повећање вриједности залиха готових производа, као и готових услуга по цијени коштања, односно по нето продајној цијени (фер вриједности) у зависности од тога која је нижа.

### Залихе робе
Роба обухвата залихе робе која се налази у складишту, стоваришту или продајним објектима. Укључује набавну вриједност робе, порезе, разлику у цијени (маржа) и остале зависне трошкове. 

### Дати аванси
Дати аванси обухватају авансе дате добављачу за набавку материјала и робе. Задужује се овај рачун у корист рачуна са кога је извршено плаћање.

## Рачуноводствене евиденције залиха
Евидентирање промена на залихама се може вршити по количинским и вредносним показатељима, па се разликују:
- магацинска евиденција,
- материјална евиденција и
- финансијска евиденција.

Магацинска евиденција је евиденција по врсти и количини залиха коју води складиштар. Магацинска евиденција се води на магацинским картицама за сваку врсту залиха.
Материјална евиденција обухвата евиденцију по врстама, количини и вредности залиха. На овакав начин се за сваку врсту залиха обезбеђује количински и вредносни показатељи кориштењем материјалних картица.
Финансијска евиденција се води у финансијском рачуноводству. Бележи се финансијска вредност за одређене врсте залиха: материјал, недовршена производња, недовршене услуге, готови производи и роба.

## Цене по којима се воде залихе
Залихе се могу води по:
- стварним ценама,
- планским ценама и
- продајним ценама.

## Методе за утврђивање трошкова залиха
Трошкови залиха се утврђују помоћу неколико метода:
- метода једне идентификације,
- ФИФО метода,
- метода пондерисане просечне цене,
- ЛИФО метода и
- ХИФО метода.

За потребе финансијског извештавања морају се поштовати одредбе Међународног рачуноводственог стандарда 2 - Залихе који су дозвољене само неке од наведених метода, док се за потребе интерног извештавања могу користити све методе.

## Види Још
- Међународни рачуноводствени стандард 2 - Залихе
- ФИФО метода